# The American way of life
Den amerikanska livsstilen eller den amerikanska drömmen , syftar på det amerikanska nationalistiska ethos som ansluter sig till principen om liv, frihet och strävan efter lycka.
I centrum för det amerikanska sättet är tron på en amerikansk dröm, som påstås vara möjlig att uppnå av vilken amerikan som helst genom hårt arbete. 
Författaren William Herberg 
gav (förkortad) följande definition 1955.
| ”                       | Det amerikanska sättet att leva är individualistiskt, dynamiskt och pragmatiskt. Den bekräftar individens högsta värde och värdighet; det betonar oupphörlig aktivitet från hans sida, för han ska aldrig vila utan alltid sträva efter att komma framåt; den definierar en etik av självtillit, förtjänst och karaktär, och bedömer efter prestation: gärningar är det som räknas. Den amerikanska livsstilen är humanitärt, framåtsträvande och optimistisk. Amerikaner är lätt de mest generösa och filantropiska människorna i världen, när det gäller deras beredda och oförutsedda reaktion på lidande var som helst på jorden. Amerikanen tror på framsteg, på självförbättring och utbildning. Men framför allt är amerikanen idealistisk. | „ |
| – William Herberg 1955. | |   |

I National Archives and Records Administrations årsrapport för 1999 skriver riksarkivarie John W. Carlin: "Vi är annorlunda eftersom vår regering och vårt sätt att leva inte är baserade på kungars gudomliga rätt, elitens ärftliga privilegier, eller upprätthållandet av respekt för diktatorer. De är baserade på dokument, frihetsstadgan - deklarationen som hävdade vårt oberoende, konstitutionen som skapade vår regering och rättighetsförklaringen som fastställde våra friheter". 